# Filips van Horne (1421-1488)
Filips van Horne (1421 - 1488) was een edelman, de zoon van Jan van Horne en heer van Gaasbeek, Baucigny, Houtkerke en Heeze. Zijn peetoom was Filips de Goede, hertog van Bourgondië.
Filips bekleedde tal van hoge functies aan het hof van Karel de Stoute, en aan dat van Maximiliaan I en Maria van Bourgondië. Hij speelde op die manier een belangrijke politieke rol in de Nederlanden.
Er is een inventaris van zijn heerlijke rechten bekend, waarin ook de grenzen van de heerlijkheid Heeze, Leende en Zesgehuchten nauwkeurig omschreven zijn. Hij sneuvelde in 1488 te Kortrijk, toen er troebelen waren waarbij Gent en Brugge de Vlaamse opstand tegen Maximiliaan aanvoerden. Daarbij werd Maximiliaan door de Bruggelingen gevangengenomen en later vrijgelaten, maar negen van zijn edelen werden onthoofd.

## Huwelijk en kinderen
Filips had omstreeks 1440 een buitenechtelijke verbintenis, waaruit een kind, Jeanne, werd geboren.
In 1450 trouwde hij met Johanna van Lannoy. Hun kinderen waren:
- Arnold van Horne (1460)
- Jan van Horne (1460-1521)

Daarnaast zijn nog twee zonen met Johanna van Lannoy bekend, alsook vijf bastaardzoons.
In 1473 trouwde hij met zijn nicht Margaretha van Horne, die leefde van 1461-1518. Dit huwelijk bleef kinderloos.